# 金前寺
金前寺（こんぜんじ）は、福井県敦賀市金ケ崎町にある高野山真言宗の寺院。本尊の十一面観音は、『今昔物語集』にも由来が記されている縁結びの「袴掛観音」（はかまかけかんのん）として知られている。

## 沿革

### 略史
金前寺は、736年（天平8年）に聖武天皇の勅願により泰澄が開山した。泰澄は十一面観音を本尊として寺を建立し、天皇から下賜された金光明経を金櫃に納めて山に埋めた。それにちなみ、山は金ヶ崎、寺は金前寺と名付けられた。寺伝では、十一面観音が金光を発することから金前寺と名付けたとも言われる。往時は、氣比神宮の奥の院として、現在の金崎宮一帯に伽藍十二坊を有し、本尊の袴掛観音は縁結びのご利益で知られていた。
1337年（延元2年）の金ヶ崎の戦いにおいては、南朝方の新田義貞が後醍醐天皇の皇子である恒良親王と尊良親王とを奉じて金ヶ崎城にて北朝方の斯波高経の軍と戦った。戦国時代に金ヶ崎は再び戦乱の舞台となり、織田信長による越前攻めで朝倉氏の築いた金ヶ崎城は落城し、金前寺も兵火により灰燼に帰した。本尊の観音は焼失をまぬがれ、1662年（寛文2年）に打宅宗貞（うたむねさだ）らが現在地に観音堂を再建した。しかし、太平洋戦争末期の1945年（昭和20年）7月12日、敦賀空襲により一切が焼失した。
戦後の1946年（昭和21年）4月に本堂が再建され、金前寺の末寺であった気比蔵寺の本尊で、戦時中は美浜町の園林寺（おんりんじ）に疎開されていた十一面観音立像を本尊として迎えた。その後、1952年（昭和27年）と1962年（昭和37年）に本堂の修復増築工事が行われ、1989年（平成元年）には現在の本堂、庫裡が再建された。また、2015年（平成27年）には戦前の写真をもとに本尊の袴掛観音が復元された。気比蔵寺の本尊も背陣に引き続き安置されている。なお、本尊は、北陸三十三ヵ所観音霊場の特番、若狭三十三ヶ所観音霊場の第2番札所、若越新四国八十八箇所の第4番札所となっている。

### 年表
- 736年（天平8年） - 金前寺が開創。
- 811年（弘仁2年） - 弘法大師が訪れる。
- 1337年（延元2年） - 金ヶ崎の戦いで金ヶ崎城が落城。
- 戦国時代 - 織田信長の越前攻めにより寺社焼失するも本尊は残る。
- 1662年（寛文2年） - 金前寺を再建。
- 1689年（元禄2年） - 松尾芭蕉が訪れる。
- 1761年（宝暦11年） - 芭蕉の句碑（鐘塚）が建立。
- 1945年（昭和20年） - 敦賀空襲で本尊含め全焼。
- 1989年（平成元年） - 現在の本堂、庫裡が再々建。
- 1999年（平成11年） - 楼鐘堂が建立。
- 2005年（平成17年） - 五重塔が建立。
- 2015年（平成27年） - 本尊の袴掛観音が復元される。

## 袴掛観音の由来
『今昔物語集』巻第十六には、以下のような縁結びの十一面観音の説話が収録されている。
今は昔、敦賀に両親とともに一人娘が住んでいた。娘は何度か結婚したが、いずれも離縁となった。両親は、観音様を祀り、娘の幸せを祈った。両親が亡くなると、困窮し、娘は観音様に祈った。すると、夢に老僧が現れ「夫となるものが明日現れる」と告げた。翌日、大勢の従者を引き連れた一行が宿を貸してほしいと訪ねてきた。一行の主人は美濃の豪族の一人息子で、最愛の妻を亡くし、再婚話も断り、独り身でいた。その男は娘を見て、亡き妻と生き写しであることにとても驚き喜んだ。次の日、主人は従者を幾人か残し、若狭へ出かけていったが、娘は残った従者に食事など、もてなすこともできず困っていた。すると、昔、両親に仕えていたと名乗る女が現れ、食べ物を運んでくるなど手伝ってくれた。さらに次の日の夕刻、若狭から主人が戻ると、娘を美濃に連れ帰るという。娘はいろいろと助けてくれた御礼として、固辞する女に自分の紅の絹の袴を与えた。翌朝、敦賀を発つ前に観音様にお参りすると、昨夜女に与えた袴が観音の肩にかかっていた。観音様が女に変じて助けてくれたのだと気づき、娘は感謝して泣いた。その後、二人は美濃で幸せに暮らしたという。

## 旧跡など
- 松尾芭蕉の句碑（鐘塚）

『おくのほそ道』の旅で敦賀を訪れた芭蕉は、宿の主人から南北朝時代の金ヶ崎の戦いの故事を聞いた。すなわち、戦いに敗れた新田義顕が陣鐘を海に沈めたその後、その鐘を海から引き上げようとしたが、逆さに沈んでいたためできなかったというものである。この話を聞いた芭蕉は「月いづこ　鐘は沈るうみのそこ」と詠んだ。芭蕉の没後68年目に、敦賀の俳人である白崎琴路らが、その句碑を建立した。福井県内で最も古い芭蕉の句碑のみならず、日本海側で最も古いものである。
- 地蔵の祠

芭蕉句碑の近くにタイル張りの祠が3つ並んでおり、真ん中の祠には「若越二番　地蔵菩薩」の石柱が建てられている。これは若越新四国八十八箇所の第2番を意味しており、もともとは気比蔵寺が第2番札所であったが、敦賀空襲で寺社が焼失し本尊が金前寺に安置されたため、気比蔵寺にあった石地蔵が金前寺近くに移され、札所になったということである。
- 古井戸

地蔵の祠のすぐそばに古井戸についての説明札が立てられている。これによると、かつては金前寺のすぐそばまでが砂浜であり、泉浜と言われていた。この井戸は、泉浜に入港する北前船の給水用として使われていた。井戸は建屋で囲われていたが、敦賀空襲で焼失したとのことである。

## 周辺の施設
- ランプ小屋
- 旧敦賀港駅
- 金崎宮
- 金ヶ崎城趾